# Roberta Olivieri
Roberta Olivieri (Roma, 23 giugno 1966) è un'attrice italiana.

## Biografia
Viene ricordata soprattutto per i film girati negli anni ottanta nel ruolo della fidanzata di Nino D'Angelo, lavorando al fianco di attori della sceneggiata napoletana e della commedia all'italiana, tra cui Mario Merola, Bombolo, Enzo Cannavale e Ninetto Davoli. Nel 2005 apparve durante uno speciale su Canale 5 nel quale venne ripercorsa la carriera del collega Nino D'Angelo. Poche sono, comunque, le sue successive apparizioni pubbliche.

## Filmografia
- Tradimento, regia di Alfonso Brescia (1982)
- Giuramento, regia di Alfonso Brescia (1982)
- Un jeans e una maglietta, regia di Mariano Laurenti (1983)
- La discoteca, regia di Mariano Laurenti (1983)
- Popcorn e patatine, regia di Mariano Laurenti (1985)
- Giuro che ti amo, regia di Nino D'Angelo (1986)
- La ragazza del metrò, regia di Romano Scandariato (1988)